# Сивачёв, Михаил Гордеевич
Михаи́л Горде́евич Сивачёв (1878—1937) — русский советский писатель-беллетрист.

## Биография
Родился в 1878 году в семье железнодорожного рабочего. Сивачёв ушёл из 2-го класса начального училища. Рано начал работать. Трудился на бойнях, на постройке мостов, по котельному делу, с 13 лет — кузнецом на заводе. Из-за жестокого ревматизма в возрасте 23 лет потерял трудоспособность. Писать начал с 1900 года. С 1902 года публиковался в периодических изданиях («Цветы земли и неба», «Прокрустово ложе» и др.). К 1915—1916 гг. благодаря протекции М. Горького достиг определённой популярности.
После революции 1917 года Сивачёв — на стороне пролетариата. Входил в литературное объединение «Кузница», писал о гражданской войне, о классовой борьбе в деревне, прославлял социалистическое строительство (повести и романы: «Желтый дьявол», «Чёрное сердце», «Фёдор Быльников», «Балаханы» и др.).
Скончался в 1937 году. Похоронен на Новодевичьем кладбище (Колумбарий, секция 28).

## Творчество
Наиболее значительные его произведения дореволюционной поры — «Цветы земли и неба», «Прокрустово ложе», «Из деревенских впечатлений». Критика их не жаловала, называя слабыми в художественном смысле. В них Сивачёв резко выступает против интеллигенции, противопоставляя ей простой народ. Неприязнь писателя к интеллигенции предоставила повод некоторым литераторам сблизить его с «Вехами», сделать Сивачёва «знаменем времени». Этим обстоятельством и вызваны споры вокруг имени писателя и интерес к его творчеству в годы после революции 1905-го. Однако антиинтеллигентская позиция Сивачёва существенно отличалась от того, что предлагали «Вехи»: его махаевщина дополнялась неизменной верой в облагораживающую роль труда. Тем не менее, в дореволюционных произведениях автора борьба со злом имеет обособленный и отвлечённый характер.
Наиболее значительное произведение писателя в послереволюционной период — «Желтый дьявол». Это повесть о русской деревне 1917—1918 годов. В ней Сивачёв изображает классовую борьбу в деревне. Здесь довольно ярко представлено кулачество (образ Акима Боголюба), борющаяся же бедняцкая масса выглядит схематично.
Из других произведений можно отметить повесть «Балаханы» (1926), в которой описывается тяжкая жизнь бакинских рабочих до революции и, в противопоставление этому, новая счастливая жизнь и социалистическое строительство на нефтяных промыслах.

## Отзывы
- Метелин // На литературном посту. — 1926. — № 4.
- Обрадович С. // Октябрь. — 1926. — XI—XII.
- Пакентрейгер С. // Новый мир. — 1927. — III.
- Ларионов Ник. // На литературном посту. — 1927. — IV.
- Красильников В. // На литературном посту. — 1927. — № 14.
- Константинов Д. // На литературном посту. — 1928. — №№ 13—14.
- Ав–лев А. // Книга и революция. — 1930. — № 28.